# Clytus arietoides
Clytus arietoides là một loài bọ cánh cứng trong họ Cerambycidae.